# Pachytullbergiidae
Pachytullbergiidae (лат.) — семейство коллембол из надсемейства Hypogastruroidea (Poduromorpha).

## Классификация
Встречаются в Австралии (Тасмания), Северная и Южной Америке (Аргентине). Вид обнаружен на деревьях Nothofagus dombeyi и Pseudocyphellaria granulata. Известно 3 вида и 3 рода. Коллемболы семейства Pachytullbergiidae относится к надсемейству Hypogastruroidea из подотряда Poduromorpha (или отряда).
- Семейство Pachytullbergiidae[4]
  - Род Pachytullbergia Bonet, 1947 — 1 вид
    - Вид Pachytullbergia scabra Bonet, 1947 — Аргентина (Южная Америка)[1]

  - Род Sensiphorura Rusek, 1976 — 1 вид
    - Вид Sensiphorura marshalli Rusek, 1976 — Северная Америка[5]

  - Род Tasphorura Greenslade, P et Rusek, J, 1996 — 1 вид
    - Вид Tasphorura sp. n. Greenslade, P et Rusek, J, 1996 — Тасмания (Австралия)